# Titan Mare Explorer

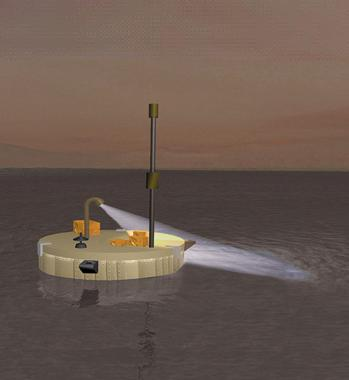
Conceção artística da sonda.

O Titan Mare Explorer (TiME) foi uma sonda espacial proposta que deveria explorar Titã, o maior satélite natural de Saturno, com lançamento proposto para 2016. Foi proposta à NASA pela Proxemy Research como uma missão de exploração pioneira, originalmente fazendo parte do seu Programa Discovery. A TiME seria uma missão de baixo custo aos planetas exteriores que teria medido os compostos orgânicos existentes em Titã e efetuado a primeira exploração náutica de um mar extraterrestre, analisado a sua natureza e, possivelmente, observar a sua costa. A missão custaria US$425 milhões, não incluindo o custo do veículo de lançamento.

## Competição
A TiME foi umas das três missões finalistas do Programa Discovery que recebeu US$3 milhões em maio de 2011 para desenvolver um estudo conceptual detalhado. As outras duas eram a InSight e a Comet Hopper. Após uma análise em agosto de 2012, a NASA escolheu a missão InSight.